# المغرب في الألعاب الأولمبية الصيفية 1972
شارك المغرب في دورة الألعاب الأولمبية الصيفية 1972، التي أقيمت في ميونيخ بألمانيا، في الفترة الممتدة من 26 أغسطس إلى 11 سبتمبر 1972. شارك المغرب في الأولمبياد بوفد رياضي قوامه 35 رياضيا في 5 ألعاب هي ألعاب القوى والملاكمة و كرة القدم والجودو و المصارعة.

لم يحصد المغرب أي ميدالية في هذه الدورة.
كان العداء محمد بوبوض آنذاك أصغر مشارك ضمن الوفد المغربي (19 سنة و 303 يوما) بينما كان أكبر ممثلي المغرب سنا الملاكم محمد سرور (32 سنة و 170 يوما).

## الميداليات
| الرياضي | المنافسة | ذهبيةذهبية | فضيةفضية | برونزية |
| ------- | -------- | ---------- | -------- | ------- |
| المجموع | 0        | -          | -        | -       |

## الرياضيون المشاركون

### ألعاب القوى
رجال
| العداء               | المسابقة      | النتيجة | الرتبة              |
| -------------------- | ------------- | ------- | ------------------- |
| محمد المكدوف العياشي | 1500 متر      | 3:48,4  | أقصي من الدور الأول |
| عمر غيزلات           | 400 متر       | 46.84   | أقصي في ربع النهائي |
| عمر شخمان            | 200 متر       | 21.00   | أقصي في ربع النهائي |
| لحسن صمصام عقا       | دفع الجلة     | 19.11   | 15 في النهائي       |
| منتخب التتابع        | 400 متر تتابع | 3:05.92 | أقصي في الدور الأول |

أعضاء منتخب التتابع 400 متر

عمر غيزلات 

عمر شخمان

صلاح فتوح

محمد بوبوض
سيدات
| العداء       | المسابقة | النتيجة | الرتبة               |
| ------------ | -------- | ------- | -------------------- |
| مليكة حدقي   | 800 متر  | 2:12.46 | أقصيت من الدور الأول |
| فاطمة الفقير | 100 متر  | 12.56   | أقصيت من الدور الأول |
| فاطمة الفقير | 200 متر  | 25.27   | أقصيت من الدور الأول |

### الملاكمة
| الملاكم    | الوزن   | النتيجة              |
| ---------- | ------- | -------------------- |
| محمد سرور  | الخفيف  | أقصي من الدور الأول  |
| علي أوعبو  | الذبابة | أقصي من الدور الثاني |
| لحسن مغفور | الريشة  | أقصي من الدور الأول  |

### كرة القدم
في الدور الأول تنافس المنتخب الأولمبي المغربي في المجموعة الأولى مع منتخبات ألمانيا الغربية و ماليزيا و الولايات المتحدة الأمريكية و تأهل للدور الثاني كثاني المجموعة.

في الدور الثاني تنافس المنتخب الأولمبي المغربي في المجموعة الثانية مع منتخبات بولندا و الدنمارك و الاتحاد السوفيتي و أقصي كرابع المجموعة
- مدرب: صابينو باريناغا  إسبانيا
- اللاعبون
- محمد زويتة.
- عبد العالي الزهراوي.
- مصطفى يغشا.
- عبد الله التازي.
- أحمد نجاح.
- موهوب الغزواني.
- محمد مرزاق.
- عبد الله العمراني.
- عبد الفتاح جفري.
- العربي أحرضان.
- محمد الهزاز.
- عبد المجيد حضري.
- أحمد فرس.
- مصطفى الزغاري.
- محمد الفيلالي.
- خليفة البختي.
- بوجمعة بنخريف.
- أحمد بلقرشي.
- مباريات الدور الأول

| المغرب | 0-0 | الولايات المتحدة |
| ------ | --- | ---------------- |
|        |     |                  |

| ألمانيا | 0-3 | المغرب |
| ------- | --- | ------ |
|         |     |        |

| المغرب                                          | 0-6 | ماليزيا |
| ----------------------------------------------- | --- | ------- |
| بوجمعة بنخريف أحمد فرس محمد الفيلالي محمد زويتة |     |         |

- الترتيب النهائي للمجموعة الأولى

| الفريق           | نقاط | فرق | عليه | له | خ | ت | ف | لعب |
| ---------------- | ---- | --- | ---- | -- | - | - | - | --- |
| ألمانيا          | 6    | +13 | 0    | 13 | 0 | 0 | 3 | 3   |
| المغرب           | 3    | +3  | 3    | 6  | 1 | 1 | 1 | 3   |
| ماليزيا          | 2    | -6  | 9    | 3  | 2 | 0 | 1 | 3   |
| الولايات المتحدة | 1    | -10 | 10   | 0  | 2 | 1 | 0 | 3   |

- مباريات الدور الثاني

| الاتحاد السوفيتي | 0-3 | المغرب |
| ---------------- | --- | ------ |
|                  |     |        |

| الدنمارك | 1-2 | المغرب     |
| -------- | --- | ---------- |
|          |     | محمد مرزاق |

| بولندا | 0-5 | المغرب |
| ------ | --- | ------ |
|        |     |        |

- الترتيب النهائي للمجموعة الثانية

| الفريق           | نقاط | فرق | عليه | له | خ | ت | ف | لعب |
| ---------------- | ---- | --- | ---- | -- | - | - | - | --- |
| بولندا           | 5    | +6  | 2    | 8  | 0 | 1 | 2 | 3   |
| الاتحاد السوفيتي | 4    | +6  | 2    | 8  | 1 | 0 | 2 | 3   |
| الدنمارك         | 3    | -2  | 6    | 4  | 1 | 1 | 1 | 3   |
| المغرب           | 0    | -10 | 11   | 1  | 3 | 0 | 0 | 3   |

### الجودو
- بوبكر السليماني في وزن الوسط
- التيجيني بنقصو في الوزن الثقيل
- مصطفى بلحميرة في وزن الخفيف

### المصارعة
- علي لشكر في وزن الديك
- محمد كرموس في وزن الذبابة
- محمد باحمو في وزن الخفيف